# Adissan
Adissan é uma comuna francesa na região administrativa de Occitânia, no departamento de Hérault. Estende-se por uma área de 4,46 km². Em 2010 a comuna tinha 1 266 habitantes (densidade: 283,9 hab./km²).